# 路德維希·馮·米塞斯研究所
路德維希·馮·米塞斯研究所（Ludwig von Mises Institute）是一所位於美國阿拉巴馬州歐本市的自由意志主義研究所，研究的領域包括了經濟學、哲學、和政治經濟學。米塞斯研究所是為了紀念奧地利經濟學派的經濟學家路德維希·馮·米塞斯，並發揚奧地利學派的經濟和政治理念。研究所的全部經費來源都是依靠私人的捐款。
米塞斯研究所並沒有將自身視為是傳統的智庫。雖然研究所與一些自由意志主義的政治家如共和黨眾議員榮·保羅和組織有密切的合作關係，但它並沒有實際參與公眾政策的實行。研究所也沒有和任何政黨有正式的結盟—包括自由党在內，也沒有從任何政黨接獲捐款。研究所的政策也指明不會和任何公司或其他組織簽訂協議。
世界各地有許多與米塞斯協會同名的組織，包括了比利時、波蘭、阿根廷、墨西哥、俄羅斯、羅馬尼亞，不過研究所與他們並沒有正式的往來。
研究所的格言Tu ne cede malis sed contra audentior ito來自古羅馬詩人维吉尔，意味著：「不要向邪惡低頭，而是要更勇敢地繼續與之對抗。」米塞斯早年選了這句話作為他一生的座右銘。

## 背景
路德維希·馮·米塞斯在1973年去世，9年後的1982年，路德維希·馮·米塞斯研究所在他的妻子瑪姬·米塞斯的協助下正式成立，她並一直擔任董事直到於1993年去世為止。研究所的正式創立者和當前的校長是盧埃林·羅克維爾。經濟學家穆瑞·羅斯巴德也是研究所的主要影響人物之一，並且一直擔任副校長直到他於1995年去世為止。其他許多奧地利經濟學派的經濟學家，包括了弗里德里克·哈耶克、亨利·赫茲利特也都在研究所的創立過程和學術發展中佔有重要角色。

## 任務和行動
以奧地利經濟學派為基礎，路德維希·馮·米塞斯研究所的目標是要「擊垮一切形式的中央集權主義」。其研究的方法論是根基於奧地利學派獨特的人類行為學（praxeology），強調在研究上應該避免科學性的觀察，以免被人類的自我意識和複雜性給誤導。研究所的經濟理論主張任何形式的政府都是毀滅性的—無論是透過通货膨胀、福利政策、抽取稅賦、商業管制、或是戰爭。研究所大力反對共產主義以及強調政府干預的美國經濟學派和凱恩斯主義。
在200多名研究所成員和數千名捐贈者（遍及全美50州和超過60個國家）的協助下，研究所也發起了許多定期的教學和學術會議，研究所的授課範圍從貨幣政策到戰爭的歷史都包含在內。研究所也出版了數十本書籍、數百篇學術論文和上千篇的學術期刊文章，以奧地利經濟學派的觀點評論歷史和經濟的議題。
研究所網站 （页面存档备份，存于）在1995年上線，提供開放的研究工具和資源。研究所的網站收藏了大量路德維希·馮·米塞斯以及穆瑞·羅斯巴德所著的文章和書籍，也收藏了許多19世紀的奧地利學派學者如卡爾·門格爾和歐根·博姆-巴維克的著作。研究所也發行了數部紀錄影片，包括了紀念路德維希·馮·米塞斯的紀錄片。
米塞斯研究所也經常批評美國政府，包括了經濟上和外交上的政策，也包括美國的歷史事件。研究所將自身立場定位為自由意志主義、反戰、以及在美國外交政策上的反干涉主義，主張戰爭是對生命權利、自由、和財產的威脅，而且會對市場經濟造成負面影響，同時也會膨脹政府的權力。米塞斯研究所擁護個人主義，並且強烈批評任何形式的集體主義、法西斯主義、社會主義、以及共產主義。
目前研究所的校舍是在1998年新建立的、維多利亞風格的別墅。在那之前研究所的總部仍位於歐本大學的商業系。

## 出版

### 期刊
直到2006年為止，米塞斯研究所已經發行了七種期刊。名為The Free Market的月刊從古典自由主義的觀點檢視政治和經濟議題。Austrian Economics Newsletter則以深入採訪的方式連結奧地利學派的學術網絡。The Mises Review則評論許多新出版的社會科學書籍。The Mises Memo則刊登許多研究所的會議和出版訊息。

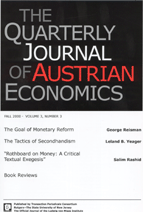
奧地利經濟學派年度期刊[http://www.mises.org/qjaedisplay.asp

Quarterly Journal of Austrian Economics（奧地利經濟學派季刊）則發表涵蓋了許多經濟學議題的文章。Journal of Libertarian Studies（自由意志主義研究期刊）發表的文章則涵蓋許多政治議題。兩本雜誌也經常評論當前美國政府的政策。除此之外，研究所每年也協助發行客觀主義的Reason Papers學術期刊。
The Libertarian Forum（自由意志主義論壇）則是穆瑞·羅斯巴德從1969年至1984年之間編輯並且撰寫了大量文章的雜誌，它包括了實際的理論貢獻、政治評論、以及自由意志主義運動內部的爭論和爭議，並且眺望未來自由意志主義的實現可能。
Left & Right則是在1965-1968年間同樣由穆瑞·羅斯巴德編輯的雜誌，並且是Journal of Libertarian Studies的前身。
研究所也發布大量的學術論文和研究成果，這些論文都不是正式的形式而且也沒有打算加以出版。直到2006年8月為止，研究所已經擁有超過100份草稿形式的論文，每個月還會增加2-3篇。另外，研究所也有每日的評論文章以及部落格。直到2006年8月，其網站上已經累積了超過25,000篇評論。

### 書籍

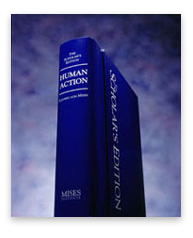
米塞斯的巨作《人類行為》。

米塞斯研究所出版了超過50本書和小冊子，大多數都是有關奧地利經濟學派的政治和經濟理論、以及自由意志主義運動。其他還包括了對美國歷史的研究，從美國的早期移民時期到經濟大恐慌都包括在內。
知名的幾本書包括了：
- Human Action—《人類行為》： 路德維希·馮·米塞斯的巨作，研究所出版的是最原始的、未經更動的學術版本，這本書是米塞斯對於經濟學裡的實證主義的批評。米塞斯在書中捍衛先驗的知識論，並且提倡人類行為學的研究理論。
- Man, Economy, and State（人類、經濟、和國家）：是穆瑞·羅斯巴德的巨作，包含了宏觀和微觀經濟學的各種經濟理論。這本書最初在1962年初版，但當時出於政治衝突因素而被原始的出版商刪除了最後8個章節，被刪除的部分最後在1970年以Power and Market的名義出版。米塞斯研究所在2004年出版了將兩本書合併的精裝紀念版本。
- The Myth of National Defense（國家防衛的神話）：由漢斯-赫爾曼·霍普所著並在2003年出版，書中論及了國家國防的議題和理論。
- Reassessing the Presidency（重新評價總統）：由John V. Denson所著並在2001年出版。書中以自由意志主義的觀點批評了每個歷史上的美國總統。
- For A New Liberty（為了新的自由）：穆瑞·羅斯巴德所著並在1973年出版，羅斯巴德在書中將歸納整合了各種自由意志主義的思想，包括了自然法、自然權利、奧地利經濟學派、美國歷史、以及國家的干預。[11]

## 教學活動

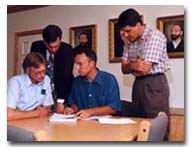

研究所目前有273名來自各種學術背景的專業學生。
Are You An Austrian Quiz（你是奧地利學派嗎？）是研究所設計的著名經濟學測驗，能測驗個人的經濟學概念和所屬學派，測驗問題涵蓋了各種基本經濟思想（例如財產權利、國家干預的角色、貨幣的價值）的問題。研究所也提供了奧地利經濟學派的開放學習資源，收藏了大量奧地利學派的書籍、教學影片、論文等等。到2006年8月研究所網站已經累積大約3,000份資料和上百本書的全文。
研究所的網路論壇 （页面存档备份，存于）則有許多來自全球的奧地利學派學生發表討論、論文、會議、和研究的計畫發表。研究所在每年春季會舉辦一次年際會議，通常為期三天，許多知名的奧地利學派學者也會到場發表論文和演講。
Mises University則是在1986年開始舉辦的年度夏季教學活動，教學計畫包括了學者的演講和授課，這個活動在每年夏季舉辦兩次，通常會有100-125名來自全球各地的學生 （页面存档备份，存于）。
研究所每年也會舉辦許多討論會，討論的議題包括了從稅賦至言論自由的的歷史。討論會通常是由許多知名的資深研究所職員領導。研究所每年也會頒布獎學金，包括了大學部和研究所的學生。

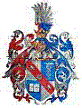
研究所的校徽是米塞斯的家族紋章。

## 學術獎賞

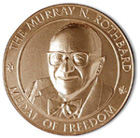
「穆瑞·羅斯巴德自由勳章」

為了保持奧地利學派的學術成就和發展，每年研究所還會頒發獎項給一些有特殊貢獻的個人。年度的Schlarbaum Prize頒發給終身捍衛自由的知識份子或傑出學者，獎金達$10,000美元。Kurzweg Family Prize則獎賞$5,000美元給捍衛自由、財產、和個人責任理念的人。Lawrence W. Fertig Prize則獎勵$1,000美元給那些對奧地利學派作出理論貢獻的個人。O.P. Alford III Prize則獎勵$1,000美元給發揚自由意志主義的論文作者。

## 線上教學
除了自1995年10月開張的活躍網站外，研究所也有一個健全的網路書店、一個流量極高的部落格網站、許多RSS的Podcast教學節目和資源。總計研究所的網站每個月有120萬次點擊的流量和將進750,000名訪客。除此之外研究所也在YouTube、Google Video、Internet Archive等網站放置許多奧地利學派的教學影片和資源。

## 教職人員
- 管理人員
  - 盧埃林·羅克維爾： 校長
  - Patricia Barnett： 副校長
  - Jeff Deist
- 資深職員
  - 瓦特·布拉克
  - 湯瑪斯·迪洛倫佐
  - David Gordon, Mises Review的編輯
  - Jeffrey M. Herbener
  - 漢斯-赫爾曼·霍普, 傑出會員、, Journal of Libertarian Studies的前編輯
  - Peter Klein
  - Roderick Long, Journal of Libertarian Studies的編輯
  - Yuri N. Maltsev
  - Ralph Raico
  - Joseph Salerno
  - Mark Thornton
  - Thomas Woods

## 外部連結
- 官方网站
- 官方網站的簡介 （页面存档备份，存于）

32°36′24″N 85°29′28″W / 32.60667°N 85.49111°W